# Ferme Rudel
La ferme Rudel est une ferme située à Sainte-Eulalie, en France.

## Localisation
La ferme est située sur la commune de Sainte-Eulalie, dans le département français de l'Ardèche.

## Historique
L'édifice est inscrit au titre des monuments historiques en 1984.